# Palais royal (Meknès)
Pour les articles homonymes, voir Dâr-al-Makhzen.
Le Dâr-al-Makhzen, qui peut se traduire en français de la "Maison des autorités", est un palais situé à Meknès, et construit à l'époque du sultan Moulay Ismaïl. Il servait de résidence aux différents sultans qui s'installaient dans la ville, et était encore utilisés par les différents monarques marocains qui se sont succédé, même après que la ville a perdu son titre de capitale. Après l’indépendance, le palais sert toujours, bien que les rois marocains ne viennent que très rarement en ville.